# Globignatha
Genre
Globignatha est un genre d'araignées aranéomorphes de la famille des Symphytognathidae.

## Distribution
Les espèces de ce genre se rencontrent au Brésil et au Belize.

## Liste des espèces
Selon World Spider Catalog (version 16.0, 11/07/2015) :
- Globignatha rohri (Balogh & Loksa, 1968)
- Globignatha sedgwicki Forster & Platnick, 1977

## Publication originale
- Balogh & Loksa, 1968 : The scientific results of the Hungarian soil zoological expeditions to South America. 7. Arachnoidea. Description of Brasilian spiders of the family Symphytognathidae. Acta zoologica Academiae Scientiarum Hungaricae, vol. 14, p. 287-294.